# Qasem Soleimani
Qasem Soleimani (în persană قاسم سلیمانی; n. 11 martie 1957, Qanat-e Malek⁠(d), Hanza District⁠(d), Kerman⁠(d), Iran – d. 3 ianuarie 2020, Baghdad Airport Road⁠(d), Irak) a fost un general iranian din cadrul Corpului Gărzilor Revoluționare Islamice și, din 1998, comandantul Forțelor Quds - o divizie responsabilă cu operațiunile militare externe și considerată de SUA, Arabia Saudită, Israel și majoritatea statelor europene, ca o organzție para-militară teroristă, iar comandantul ei, Qasem Soleimani, ca un arhi-terorist, care a fost interceptat - probabil - de americani și „eliminat” în conformitate. 

## Biografie

### Tinerețea
Qasem Soleimani s-a născut în satul Qanat-e Malek de lângă orașul iranian Rabor, provincia Kerman, la 11 martie 1957. Provenea dintr-o familie de agricultori relativ săracă și, la vârsta de 11 ani, după absolvirea școlii primare, Soleimani s-a mutat în orașul Kerman, unde și-a continuat studiile și concomitent, s-a angajat ca muncitor în construcții pentru a putea achita datoriile tatălui său. După terminarea liceului, Soleimani s-a alăturat organizației de aprovizionare cu apă din Kerman ca antreprenor (- ?
) în anul 1975.
În timpul Revoluției Islamice din Iran, Reza Kamyab, un cleric din orașul Mashhad, l-a angajat ca activist în Revoluția Islamică a lui Khomeini. Potrivit fratelui său, Sohrab, Soleimani a devenit unul dintre principalii organizatori ai demonstrațiilor antiregim de la Kerman.
După Revoluția islamică din 1979, în timp ce lucra la organizația de aprovizionare cu apă din Kerman, Soleimani s-a alăturat Corpului Gărzilor Revoluționare Islamice (IRGC) ca membru de onoare (- ?
). Înainte de războiul cu Irakul, el a fost detașat în estul Iranului pentru a se alătura luptei împotriva protestatarilor kurzi iranieni. După învingerea kurzilor, s-a întors la Kerman și a fost numit comandant al cartierului general al Forțelor Quds din IRGC, din acel oraș.

### Cariera militară
La începutul carierei sale de revoluționar islamic și, după suprimarea rebeliunii kurde, a fost numit comandant al filialei IRGC din provincia Azerbaidjanului de Vest.
Din data de 22 septembrie 1980 - începutul războiului dintre Iran și Irak (1980–1988), Soleimani a adunat și antrenat mai multe batalioane în Kerman, împreună cu care s-a alăturat câmpului de luptă din sudul Iranului, fiind comandant al Diviziei 41. Pe parcursul celor opt ani de război, el a fost comandantul diviziilor IRGC Nasr-5 și, respectiv, Imam Reza-21. Pe când avea 20 de ani a devenit comandantul diviziei Nasr-5.
În timpul războiului a avansat în grad datorită rolului său în operațiuni și, în anul 1982, generalul-maior Mohsen Rezaei, comandantul șef al Gărzilor Revoluționare, l-a numit pe Sardar Soleimani comandant al Brigăzii Sarallah, pe când încă nici nu împlinise 30 de  ani. După care s-a dovedit a fi un comandant de succes într-un număr de operațiuni, precum  Valfajr 8, Karbala 1, Karbala 5, Tak Shalamcheh și alte operațiuni pritre care, conducerea și organizarea de misiuni de război de gherilă în adâncul Irakului, în cadrul Cartierului General Ramadan. Cu această ocazie Soleimani a legat relații cu lideri kurzi irakieni și cu Organizația Shia Badr, ambele opozante lui Saddam Hussein în Irak. După ce războiul s-a încheiat în 1988, Sardar Qasem Soleimani s-a întors la Kerman și a fost implicat într-un război cu bande de răufăcători și traficanți de droguri, care făceau contrabandă de opium din Afganistan în Turcia și Europa.
Generalul Soleimani a fost numit comandant al Forțelor Quds de către Liderul Suprem al Revoluției islamice în anul 2000. Sub conducerea lui Soleimani, Forțele Quds au pornit o masivă contrabandă de armament, transformând organizațiile teroriste locale din jurul Palestinei în proxy ale Iranului, în lupta contra Israelului, deși marea majoritate a acestor transporturi de armament și rachete a fost interceptată și detonată de armata israeliană.
Currently, the IRGC is designated as a terrorist organization by Bahrain, Saudi Arabia, and the United States.
La data de 2011, the IRGC had at least 250,000 total personnel. The IRGC Navy is now Iran's primary force exercising operational control over the Persian Gulf. The IRGC's Basij, a paramilitary volunteer militia, has about 90,000 active personnel. It operates a media arm, known as "Sepah News" within Iran.  On 16 March 2022, it adopted a new independent branch called the "Command for the Protection and Security of Nuclear Centres" involved with Iran's nuclear programme.
Originating as an ideological militia, the IRGC has taken a greater role in nearly every aspect of Iranian politics and society. Reuters opined in 2019 that "It is also an industrial empire with political clout"; the branch's expanded social, political, military, and economic role under Mahmoud Ahmadinejad — especially during the 2009 presidential election and the suppression of post-election protests — has led many Western analysts to argue that it has surpassed even the country's Shia Islamic clerical system in terms of political power.
Since 2019, Hossein Salami has served as the IRGC's incumbent commander-in-chief.

## Terminology
Government organizations in Iran are commonly known by one-word names (that generally denote their function) rather than acronyms or shortened versions, and the general populace universally refers to the IRGC as Sepâh (سپاه). Sepâh has a historical connotation of soldiers, while in modern Persian it is also used to describe a corps-sized unit – in modern Persian Artesh (ارتش) is the more standard term for an army.
Pâsdârân (پاسداران) is the plural form of Pâsdâr (پاسدار), meaning "Guardian", and members of Sepah are known as Pāsdār, which is also their title and comes after their rank.
Apart from the name Islamic Revolutionary Guard Corps, the Iranian Government, media, and those who identify with the organization generally use Sepāh-e Pâsdârân (Army of the Guardians), although it is not uncommon to hear Pâsdârân-e Enghelâb (پاسداران انقلاب) (Guardians of the Revolution), or simply Pâsdârân (پاسداران) (Guardians) as well. Among the Iranian population, and especially among diaspora Iranians, using the word Pasdaran indicates hatred or admiration for the organization.
Most foreign governments and the English-speaking mass media tend to use the term Iranian Revolutionary Guards (IRG) or simply the Revolutionary Guards. In the US media, the force is frequently referred to interchangeably as the Iranian Revolutionary Guard Corps or the Islamic Revolutionary Guard Corps (IRGC). The US government standard is Islamic Revolutionary Guard Corps, while the United Nations uses Iranian Revolutionary Guard Corps.<ref>{{cite

### Războiul împotriva ISIS în Irak
Odată cu apariția Statului Islamic al Irakului și Siriei (ISIS), o grupare teroristă fundamentalistă de tip salafi, care a comis un număr mare de crime în numele Islamului și, odată cu ascensiunea sa în diferite părți ale Irakului și ocuparea de teritorii irakiene, Guvernul irakian i-a cerut ajutorul lui Soleimani, care a jucat un rol important în lupta Irakului împotriva ISIS. El a oferit sfaturi de militar expert care au dus la eliberarea Bagdadului și a Erbilului. Soleimani a fost descris drept „pivotul” care reunește forțele kurde și șiite pentru a lupta împotriva ISIS, supraveghind operațiunile comune conduse de cele două grupuri. Conform dovezilor existente, Generalul Qasem Soleimani se afla în orașul irakian Amirli, care era sub asediu de ceva timp, și care s-a dovedit a fi primul oraș irakian care a rezistat cu succes unei invazii ISIS, datorită expertizei oferite de el. Înfrângerea cu care s-a confruntat ISIS a fost rezultatul unui parteneriat neobișnuit al soldaților irakieni și kurzi, care a avut loc prin eforturile și la sfaturile Generalului Soleimani.
În 2012, Soleimani a contribuit la consolidarea Guvernului sirian în timpul războiului civil sirian, în special în operațiunile sale împotriva ISIS și a ramurilor sale.
Comandanți ai miliției șiite l-au descris pe Soleimani ca fiind „neînfricat” – unul subliniind că generalul iranian nu poartă niciodată vestă anti-glonț, nici măcar pe linia frontului. Hadi al-Amiri, fostul Ministru irakian al transporturilor și șeful Organizației Badr, un partid politic oficial irakian a cărui aripă militară este una dintre cele mai mari forțe armate din țară, a subliniat rolul esențial al Generalului Qasem Soleimani în apărarea Kurdistanului irakian împotriva grupării teroriste ISIS. El a susținut că, dacă nu ar fi fost eforturile depuse și sfaturile oferite de Generalul Soleimani, Guvernul lui Heidar al-Ebadi ar fi fost un guvern în exil și că „nu ar exista Irak dacă Generalul Soleimani nu ne-ar fi ajutat”.

### Slujitor la altarul Imamului Reza
Din anul 2014, la cererea sa, Soleimani a primit și onoarea de a servi (și supraveghea) pelerinii la altarul Imamului Reza, al optulea imam șiit, din orașul Mashhad.
Soleimani a primit Ordinul Zolfaghar, care este cel mai înalt însemn militar al Iranului, din mâinile Marelui Ayatollah Seyyed Ali Khamenei, Liderul Suprem al Revoluției islamice.

### Suprimarea
Generalul Qasem Soleimani, ucis de un atac aerian american ordonat de Donald Trump pe Aeroportul Internațional Bagdad în ziua de vineri, 3 ianuarie 2020, a fost salutat ca un erou în Iran, considerat ca un comandant curajos, carismatic și iubit de trupele sale.
Cunoscut drept „comandant din umbră” (cit. terorist) în războiul său indirect împotriva SUA, el se afla de mult timp pe lista țintelor americanilor. Regimul sionist și Arabia Saudită ar fi lucrat, de asemenea, pentru a-l elimina. 
Într-unul dintre interviurile sale, el a spus „că SUA și regimul sionist sunt mult prea slabe pentru a concura cu puterea militară a Iranului, care sprijină palestinienii oprimați și oamenii din Gaza”. Cu un an înainte de a fi eliminat, Soleimani l-a avertizat pe președintele american Donald Trump despre posibilitatea unui război cu Iranul, declarând: „Poți începe un război (cu noi), dar noi vom fi cei care îi vom pune capăt”.
În mesajul său de condoleanțe, Ayatollah Seyyed Ali Khamenei, Liderul Suprem al Republicii Islamice Iran, s-a referit la Soleimani drept „martirul viu al Revoluției”. El a fost șeful Forțelor Quds din Gărzile Revoluționare, o unitate de elită care se ocupă de operațiunile Iranului în străinătate. După ce și-a început cariera militară de primă linie în războiul Iran-Irak de la începutul anilor 1980, Soleimani a devenit o figură indispensabilă în Iran, jucând un rol esențial în sporirea influenței în Orientul Mijlociu...
Mai multe ceremonii funerare organizate în memoria Generalului Qasem Soleimani au avut loc în perioada 4 - 7 ianuarie 2020 în unele orașe din Irak și Iran - inclusiv Bagdad, Karbala, Najaf, Ahvaz, Mashhad, Teheran, Qom și orașul său natal, Kerman. Datorită popularității sale în rândul liderilor iranieni, ceremonia de înmormântare a Generalului Soleimani organizată în Teheran a fost cea mai mare ceremonie din Iran de la înmormântarea Ayatollah-ului Imam Khomeini, fondatorul Republicii Islamice Iran, în 1989.